# KDbg
KDbg — приложение из набора KDE Software Compilation, предоставляющее графический интерфейс к программным отладчикам gdb и xsldbg. Предоставляет интуитивный интерфейс для задания точек остановки, наблюдения за состоянием переменных и пошаговому исполнению. Поддерживает два режима работы: на уровне исходного и ассемблерного кода. В последних версиях поддерживается также отладка XSLT. Для работы оболочки требуется наличие KDE.

## Функциональные возможности
- Наблюдение за состоянием переменных в древовидном представлении.
- Непосредственный член: для некоторых составных типов данных наиболее важные его члены отображаются рядом с именем переменной, так что нет надобности раскрывать значение этой переменной для просмотра значения её членов. К примеру, таким образом отображается тип QString.
- Быстрый доступ к основным функциям отладчика (запуск, остановка, шаг, до курсора и т.п) через кнопки
- Множество других функций отладчика: просмотр исходного кода, поиск текста, задание параметров запуска и переменных окружения программы, отображение определённых выражений
- Отладка дампов, пристыковка к запущенным процессам.
- Условные точки останова
- Отладка XSLT при помощи xsldbg